# Donkey Kong Country
Donkey Kong Country es un videojuego de plataformas desarrollado por la compañía británica Rare y publicado por Nintendo para la consola Super Nintendo (SNES) en 1994. Es un reinicio de la franquicia Donkey Kong y sigue al gorila homónimo y a su sobrino Diddy Kong en su intento de recuperar el tesoro de plátanos robado al cocodrilo King K. Rool y a su ejército, los Kremlings. El modo para un jugador recorre 40 niveles de desplazamiento lateral saltar entre plataformas y evitar obstáculos. Recogen objetos, montan en minicarros y animales, derrotan a enemigos y jefes, y encuentran fases de bonificación secretas. En el modo multijugador, dos usuarios trabajan en cooperación o compiten entre sí.
Tras desarrollar juegos para Nintendo Entertainment System (NES) en la década de 1980, Rare, un estudio británico fundado por Tim y Chris Stamper, adquirió estaciones de trabajo Silicon Graphics para renderizar modelos 3D. Nintendo buscaba un título para competir con Aladdin (1993) de Sega y le encargó que reviviera la inactiva franquicia Donkey Kong. Rare reunió a doce programadores para trabajar en Donkey Kong Country durante dieciocho meses. Se inspiró en la serie Super Mario y ha sido uno de los primeros videojuegos para consolas domésticas en presentar gráficos prerrenderizados, logrados mediante una técnica de compresión que convertía modelos 3D en sprite de SNES sin apenas pérdida de detalle. Es el primera entrega de Donkey Kong no producido ni dirigido por Shigeru Miyamoto, creador de la serie, aunque aportó ideas de diseño.
Tras su anuncio en el Consumer Electronics Show de junio de 1994, era muy esperado y respaldado por una gran campaña de mercadotecnia que costó diez millones de dólares solo en Estados Unidos. Salió a la venta en noviembre de 1994 y ha sido aclamada por la crítica, que calificó su aspecto visual de innovador y alabó su mecánicas y su música. Su calidad y diseño se compararon favorablemente con los de la serie Super Mario. Recibió varios galardones a finales de año y batió el récord del videojuego que más rápido se había vendido en aquella época. Con 9,3 millones de copias vendidas en todo el mundo, es el tercer juego de SNES más vendido y el título de la serie más adquirido. Tras su éxito, Nintendo adquirió una participación minoritaria en Rare, que se convirtió en una importante empresa de desarrollado secundario a finales de los años noventa.
Donkey Kong Country restableció a Donkey  Kong como una popular franquicia de Nintendo y ayudó a mantener la popularidad de la SNES en la quinta generación de videoconsolas. Está considerado uno de los mejores videojuegos de todos los tiempos y ha sido portado a plataformas como Game Boy Color, Game Boy Advance y servicios de distribución digital. La compañía continuó con dos secuelas para SNES, Donkey Kong Country 2: Diddy's Kong Quest (1995) y Donkey Kong Country 3: Dixie Kong's Double Trouble! (1996) y el juego para Nintendo 64 Donkey Kong 64 (1999). Tras un paréntesis, durante el cual la empresa fue adquirida por Microsoft, competidor de Nintendo, Retro Studios revivió la serie con Donkey Kong Country Returns (2010) para la Wii, Donkey Kong Country: Tropical Freeze (2014) para la Wii U y una versión remasterizada de Donkey Kong Country Returns para la Nintendo Switch (Donkey Kong Country Returns HD) 

## Sistema de juego
Donkey Kong Country es un videojuego de plataformas de desplazamiento lateral. Considerado un reinicio de la franquicia Donkey Kong, cuya historia comienza cuando King K. Rool y su ejército de cocodrilos, los Kremlings, roban el tesoro de plátanos de los Kong. El gorila Donkey Kong y su sobrino Diddy Kong se disponen a recuperar el tesoro y derrotar a los Kremlings. Ambos son los personajes jugables para solo jugador; corren el uno junto al otro y se puede cambiar entre ellos a voluntad. Donkey es más fuerte y puede derrotar a los enemigos con más facilidad; Diddy es más rápido y ágil. Ambos pueden andar, correr, saltar, coger y lanzar objetos, y rodar; Donkey puede golpear el terreno para derrotar a los adversarios o encontrar objetos.
El usuario comienza en un mapa del mundo que sigue su progreso y le da acceso a los cuarenta niveles. Se intenta completar cada uno mientras atraviesa el entorno, salta entre plataformas y evita obstáculos enemigos e inanimados. Los temas incluyen selvas, arrecifes submarinos, cuevas, minas, montañas y fábricas. Algunos presentan mecánicas únicas, como carros de minas en los que se puede montar, disparos de cañones que parecen barriles y cuerdas para balancearse. Cada zona termina con una lucha contra un gran jefe. Donkey y Diddy pueden derrotar a los rivales saltar sobre ellos, rodar o lanzarles barriles. Si es golpeado por un obstáculo, uno de los Kongs sale correr y toma automáticamente el control del otro. Sólo podrán controlar a ese a menos que liberen al otro de un barril.
En determinados niveles, se puede liberar a un animal que dota a los Kongs de habilidades especiales, similares a las de Yoshi en la serie Mario. Entre los compañeros se encuentran Rambi, un rinoceronte que puede embestir y encontrar entradas ocultas; Enguarde, un pez espada que puede derrotar a los oponentes con su pico; Squawks, un loro que lleva una linterna; Expresso, un avestruz que vuela; y Winky, una rana que puede saltar muy alto. Cada escenario contiene plátanos coleccionables, letras que deletrean K-O-N-G, globos y fichas de animales. Estos objetos se pueden encontrar en el área principal o descubrir fases de bonificación ocultas, donde se consiguen resolviendo acertijos. El jugador comienza con cinco vidas. Si consigues cien plátanos, todas las letras K-O-N-G, un globo o tres fichas del mismo animal, conseguirás vidas extra.
Se puede visitar a otros miembros de la familia Kong desde el mapa del mundo. Funky Kong opera un servicio de vuelos que permite viajar por distintas zonas de la isla; Cranky Kong, la encarnación anciana —o padre— de Donkey Kong del arcade original de 1981, da consejos y rompe la cuarta pared con humor; y Candy Kong guarda el progreso. Se puede aumentar su porcentaje de finalización encontrando fases de bonificación. Alcanzar el máximo 101 % da lugar a un final diferente. También cuenta con dos modos multijugador. En el competitivo «Concurso», donde se turnan para jugar cada etapa lo más rápido posible. En el cooperativo «Equipo», participan como un tag team.

## Desarrollo

### Antecedentes

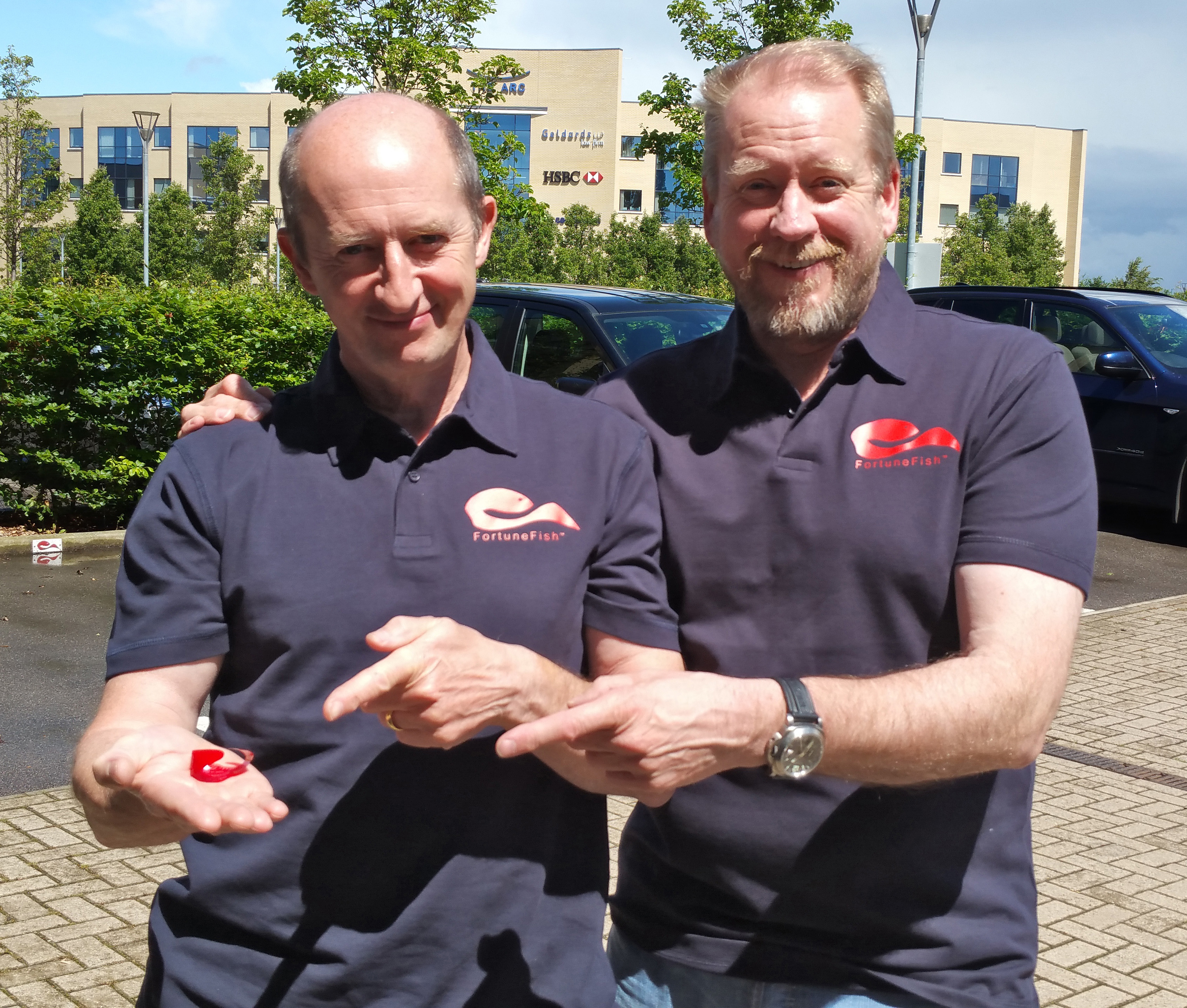
Los fundadores de Rare, Tim y Chris Stamper (de derecha a izquierda), en 2015.

En 1985, los programadores de videojuegos británicos Tim y Chris Stamper fundaron Rare Ltd. Los hermanos habían establecido anteriormente el estudio británico de juegos de ordenador Ultimate Play the Game y crearon la empresa para centrarse en el floreciente mercado japonés de videoconsola. Después de que Nintendo rechazara sus esfuerzos por asociarse en 1983, Chris Stamper estudió el hardware de la Nintendo Entertainment System (NES) durante seis meses. Rare demostró que era posible aplicar ingeniería inversa a la consola y mostró varias demos técnicas al ejecutivo, Minoru Arakawa; quien, impresionado, le concedió una licencia de desarrollador. La compañía hizo más de sesenta títulos para NES, incluida la serie Battletoads y adaptaciones de entregas como Marble Madness.
Cuando Nintendo lanzó su siguiente consola, la Super Nintendo (SNES), en 1991, Rare decidió limitar su producción. Alrededor de 1992, invirtió sus beneficios de NES en estaciones de trabajo Silicon Graphics, Inc. (SGI) Challenge con el software Alias para renderizar modelos 3D. Era un riesgo importante, ya que cada uno costaba 80 000 libras. Este movimiento lo convirtió en la promotora británica más avanzada tecnológicamente y la situó en lo más alto del mercado internacional.

### Concepción
Aunque habían adquirido las estaciones de trabajo para producir juegos para la Nintendo 64, que estaba en desarrollo en aquel momento, Rare descubrió que era posible utilizarlas con la SNES de 16 bits. Probaron la tecnología de SGI con Battletoads Arcade (1994) y empezó a crear una entrega de boxeo, Brute Force, utilizando PowerAnimator. Por aquel entonces, Nintendo estaba inmersa en una guerra empresarial con Sega, cuya Mega Drive competía con su videoconsola. Querían un título que rivalizara con Aladdin (1993) de Sega, que contaba con gráficos de animadores de Disney, pero la idea no se perfiló hasta que el presidente de Nintendo of America, Howard Lincoln, descubrió los experimentos SGI de Rare durante un viaje a Europa.
Después de impresionar a la empresa con una demostración de Brute Force, Tim Stamper —inspirado por el uso en Mortal Kombat de secuencias digitalizadas en lugar de dibujos a mano— sugirió realizar un videojuego de plataforma que con gráficos prerrenderizados. Le concedió a los Stampers permiso para utilizar la propiedad intelectual de Donkey Kong. Misma que había estado prácticamente inactiva desde el poco exitoso Donkey Kong 3 (1983), así que Nintendo pensó que licenciarlo suponía un riesgo mínimo. Algunas fuentes indican que los Stampers obtuvieron la licencia después de que les ofreciera su catálogo de personajes y eligieran a Donkey Kong. Por el contrario, el diseñador jefe Gregg Mayles recordó que era la compañía quien pidió un juego de la franquicia. Según Mayles, les dio al proyecto el nombre en clave de «Country» —basado en la ubicación de Rare en Twycross—, lo que dio lugar al título Donkey Kong Country.
Rare reunió un equipo de doce, el mayor de su historia en ese momento, y comenzó el desarrollo. Nintendo se mostró escéptica ante el enfoque gráfico, preocupados de que lo hiciera injugable. Al principio, Mayles y otros productores presentaron una demo al personal de Nintendo en Japón. Uno de los asistentes, Gunpei Yokoi, autor de la Game Boy, opinó que «parecía demasiado 3D», pero Mayles dijo que el creador de Donkey Kong, Shigeru Miyamoto, lo apoyó y dio su aprobación. Donkey Kong Country es la primera entrega de la franquicia que no dirigió ni produjo Miyamoto, que trabajaba en Super Mario World 2: Yoshi's Island (1995). Él seguía involucrado en el proyecto y, según Rare, su aportación era crucial.
Nintendo suele ser muy protectora con sus propiedades intelectuales, pero en Donkey Kong Country, estuvo relativamente poco implicada, dejando la mayor parte del trabajo a la desarrolladora. El programador Brendan Gunn señaló que los Stampers laburaban para proteger al personal de influencias externas. Rare invirtió dieciocho meses en realizarlo desde un concepto inicial hasta un título acabado, y, según el director de producto Daniel Owsen, veinte personas trabajaron en él en total. Su producción costó aproximadamente un millón de dólares, y Rare dijo que era la que más horas-hombre había invertido en un videojuego en aquel momento, 22 años. El grupo ejerció entre 12 y 16 horas todos los días de la semana. Gunn afirmó estaba sometido a una gran presión por parte de los Stampers y para terminarlo a tiempo para el día de Acción de Gracias, debido a la competencia de Nintendo con Sega.

### Diseño
Rare se inspiró en la serie Super Mario, y Mayles citó Super Mario Bros. 3 (1988) como principal influencia en el diseño de niveles. Quería hacer un juego accesible pero que fluyera sin problemas para un experto; por eso, los objetos se colocaron de forma que los jugadores bien sincronizados pudieran avanzar continuamente. Señaló que, aunque el concepto de speedrunning no existía en aquel momento, «la forma en que se diseñó sin duda lo favorece».
El equipo diseñaba los escenarios utilizaba notas post-its; concebían una pieza del decorado —como cuerdas para columpiarse—, creaban todas las variaciones que se les ocurrían, las dibujaban y las unían. Rare incluía barriles como mecánica principal para rendir homenaje al arcade original, e incluía objetos coleccionables ocultos, como monedas y globos, para añadir profundidad. Diddy Kong surgió de la búsqueda de un funcionamiento parecida al sistema de potenciadores de Super Mario, en el sentido de que serviría como la salud. Mayles dijo: «Pensamos que un segundo personaje podría realizar esta función, tener un aspecto visual impresionante y dar al usuario la sensación de que no estaba solo».
Donkey Kong Country no tenía mucho contenido desechado; Gunn dijo que sólo lamentaba que Donkey Kong caminara por líneas de puntos en lugar de por senderos en el mapa del mundo, algo que no se pudo implementar por falta de tiempo. Una idea desechada, un coleccionable que evadía al jugador corre o esconderse, sirvió de base para los Jinjos de la entrega posterior, Banjo-Kazooie (1998). Al revisar el videojuego para su lanzamiento, Nintendo le pidió que redujera la dificultad para atraer a un público más amplio, razonar que los secretos proporcionarían suficiente desafío a los más hardcore. En este punto, Miyamoto hizo algunas sugerencias de última hora, como la bofetada de terreno de Donkey Kong, que estuvieron incorporadas. Kensuke Tanabe, voló a Twycross para localizar el título con Rare.

### Personajes
Kevin Bayliss estuvo encargado de rediseñar a Donkey Kong. Quería un personaje que pareciera creíble y pudiera realizar animaciones como golpearse el pecho. Su diseño inicial era tosco y musculoso para facilitar la animación, pero se volvió más caricaturesco cuando Nintendo le envió material de referencia por fax. Algunos de los bocetos de Bayliss eran del estilo de su trabajo en Battletoads, y los ojos del diseño final procedían de los de la misma serie. Miyamoto aportó algunas sugerencias, entre ellas la corbata roja, pero dejó los detalles del bosquejo a Bayliss.
Como Donkey Kong no tenía un universo muy establecido, Rare tenía libertad para ampliarlo con nuevos personajes. Mayles concibió a Diddy como un rediseño de Donkey Kong Jr. A diferencia del original, no quería que compartiera su complexión con el protagonista, así que lo basaron en un mono araña y lo hicieron ágil para darle movimientos distintos. Nintendo consideró que el rediseño suponía una desviación demasiado grande y pidió que se rehiciera o se presentara como uno nuevo. Mayles consideró que encajaba con el universo actualizado de la franquicia, así que optó por convertirlo en uno nuevo. Su nombre había sido todo un reto, y Rare renunció a su preferido «Dinky Kong», por problemas legales.
El personal pasó horas en el cercano zoo de Twycross grabaron gorilas como referencia, lo que describieron como «una completa pérdida de tiempo». Consideraron que sus movimientos no eran adecuados para un título rápido y que sus ruidos eran demasiado silenciosos para ser captados por un micrófono, así que basaron la animación de carrera de Donkey Kong en el galope de un caballo y encargaron al programador Mark Betteridge los clips de voz de Donkey y Diddy. Rare situó a Cranky Kong como el personaje original de las recreativas, pero evitó mencionarlo y en los materiales de mercadotecnia por miedo a que Nintendo desaprobara la idea, aunque se mencionaba en el manual de instrucciones. Los antagonistas, los Kremlings, estuvieron reciclados de una entrega cancelada de la compañía. La historia inicial era extensa y abarcaba quince páginas, pero Nintendo la condensó para que cupiera en un manual de instrucciones.

### Gráficos

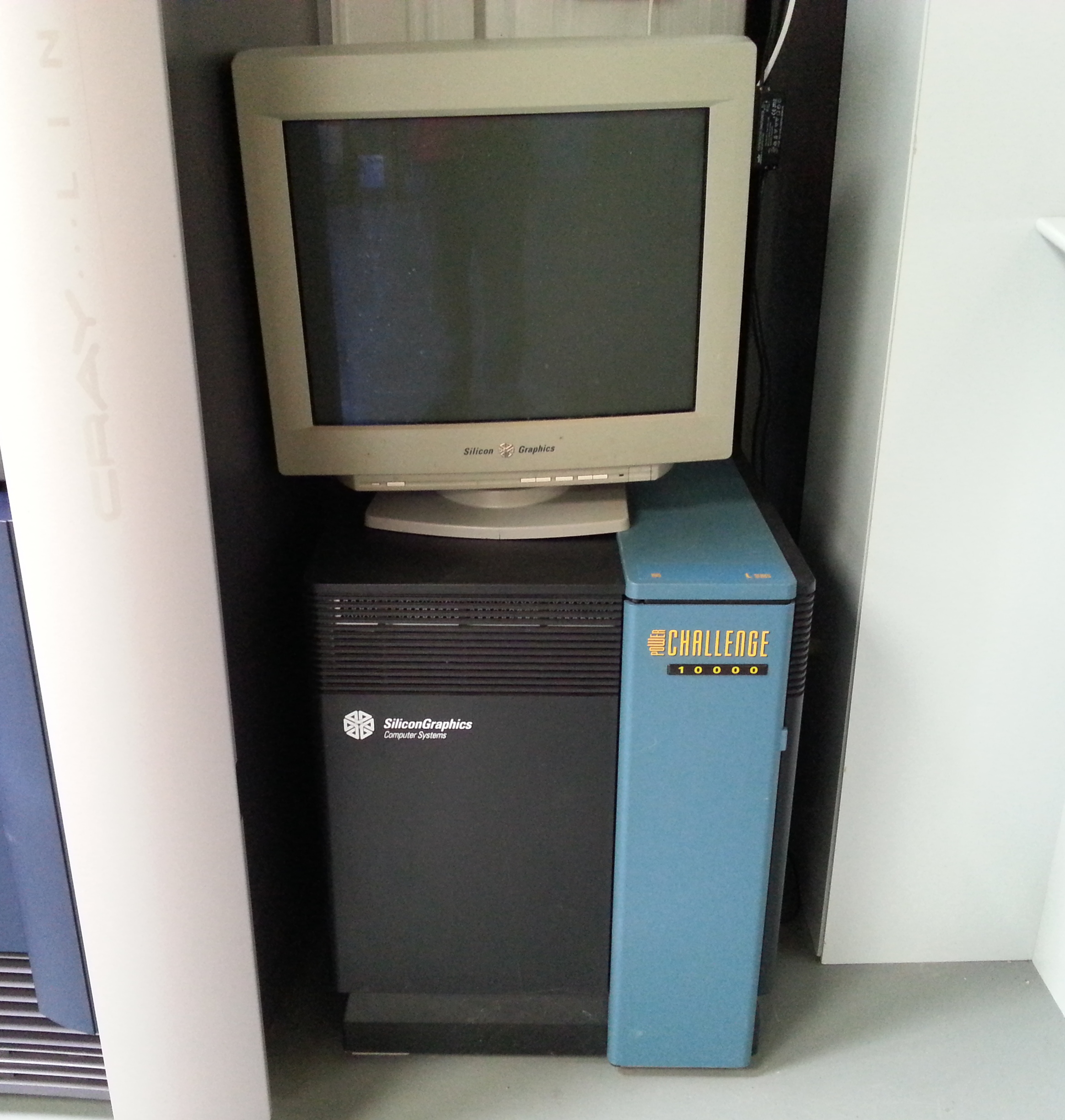
Rare utilizó estaciones de trabajo SGI Challenge (en la imagen) para producir los efectos visuales prerenderizados de Donkey Kong Country.

Donkey Kong Country era uno de los primeros juegos para videoconsola doméstica en utilizar gráficos 3D prerrenderizados, una técnica utilizada en el anterior título finlandés de 1993 Stardust para Amiga. Rare produjo una técnica de compresión que permitía al equipo incorporar más detalles y animaciones a cada sprite para un espacio de memoria determinado, lo que conservaba mejor los gráficos prerrenderizados. Nintendo y Rare denominaron a esta técnica Advanced Computer Modelling (ACM). la empresa temió brevemente la competencia de Uniracers (1994) de DMA Design, que también presentaba los mismos visuales, pero el personal se sintió aliviado al enterarse de que el personaje del jugador era el único elemento que estaba prerrenderizado.
Los artistas empezaron modelar los personajes en NURBS con PowerAnimator y añadir texturas. Después creaban las animaciones y las renderizaban fotograma a fotograma antes de comprimirlas. Del proceso de ACM se encargaba un ordenador designado que tenía una utilidad propia similar a Deluxe Paint. La adaptación a las vanguardistas estaciones de trabajo SGI era difícil; Steve, el hermano de Gregg Mayles, dice que tuvieron que aprender mucho. El título había sido el primero de la desarrolladora que necesitó varios programadores, y laboraron con poca orientación. Para ayudar, Nintendo les proporcionó material de investigación sobre simios, barriles y cuevas. Los gráficos prerrenderizados permitían una variedad y un detalle poco comunes en la época, y Tim Stamper empujaban constantemente al grupo a ir más allá e incorporar efectos meteorológicos y de iluminación.
El proceso ACM llevó al hardware de SNES hasta sus límites; Betteridge dijo que ellos quería hacer todo lo posible, de forma similar a lo que había hecho con el juego de NES Battletoads (1991). Una sola pantalla de SGI ocupaba más memoria que un cartucho entero de SNES, y Gregg Mayles describió la transferencia de los fondos dividiéndolos en mosaicos como «la perdición del proyecto». Los modelos tardaban horas en renderizarse, por lo que el equipo dejaría los ordenadores funcionar durante la noche. A veces, los artistas los apagaban de otros en mitad del proceso para poder renderizar sus propios maquetas. Las máquinas SGI necesitaban una enorme unidad de aire acondicionado para evitar el sobrecalentamiento, mientras que el computador trabajaba bajo el calor del verano sin alivio. El programador Chris Sutherland se encargó de implementar los gráficos y le resultó todo un reto reducir los fotogramas de animación de los personajes.

### Música

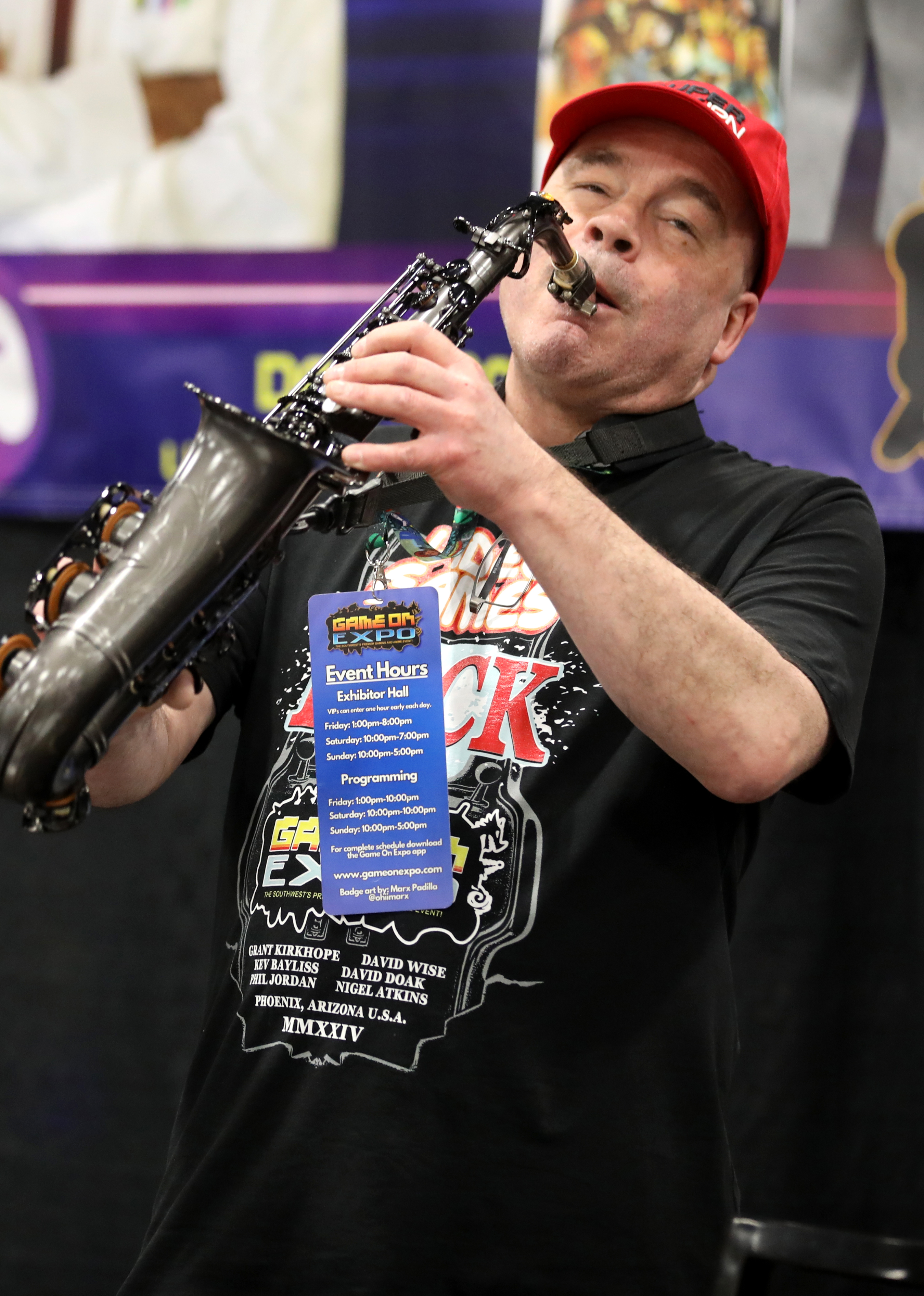
David Wise, principal compositor de Donkey Kong Country.

David Wise compuso la mayor parte de la banda sonora. En un principio, trabajó como freelance y supuso que su música sería sustituida por un compositor japonés, dada la importancia de Donkey Kong para Nintendo. Rare le pidió que grabara tres melodías de demostración de la jungla que se fusionaron para convertirse en el «DK Island Swing», la pista del primer nivel. Posteriormente, se le ofreció la labor de producir la pieza final. Antes de componer, se le mostraron los gráficos y se le dio la oportunidad de jugar la fase en el que aparecerían, lo que le dio una idea de la música que haría. A continuación, eligió muestras y la optimizó para que funcionara con el chip de sonido SPC700 de SNES. Wise trabajaba separado del equipo en un antiguo cobertizo para ganado, visitado ocasionalmente por Tim Stamper.
Donkey Kong Country cuenta con una tonada atmosférica que mezcla ruidos ambientales naturales con destacados acompañamientos melódicos y preclusivos. Su banda sonora intenta evocar los entornos e incluye armonía de escenarios ambientados en selvas inspiradas en África, cavernas, arrecifes oceánicos, paisajes helados y fábricas industriales. Wise citó la música de Kōji Kondō para los juegos Super Mario y The Legend of Zelda, la de Tim y Geoff Follin para Plok! (1993), las pistas de sonidos de películas con sintetizadores de principios de los ochenta y los géneros rock y dance de la misma década, y su intención era imitar el ruido del sintetizador Korg Wavestation. Quería realizar al estilo del jazz de los años cuarenta, pero las limitaciones del SPC700 se lo impidieron: «Utilicé muchas muestras pequeñas e hice [la banda sonora] muy sintetizada» para sortearlas.
Dado que Donkey Kong Country contaba con avanzados gráficos prerrenderizados, Wise quería superar los límites en términos de audio para crear una música «igual de impresionante» y aprovechar al máximo el reducido espacio con el que laboraba. «Aquatic Ambience», la armonía que suena en los niveles submarinos, tardó cinco semanas en componerse. Wise lo considera su favorito y el mayor logro tecnológico lo que respecta al audio. El tema de K. Rool está influenciado por la obra de Iron Maiden. Para la pantalla de título, remezcló el original de Donkey Kong para demostrar cómo había evolucionado el personaje desde su debut. Dijo que su principal objetivo era sacar el máximo partido de la SPC700, e introdujo la melodía a mano para ahorrar memoria. Señaló que el proceso era más fácil que hacer para la NES debido al mayor número de canales de sonido.
Eveline Novakovic contribuyó con siete pistas, incluido el tema del mapamundi, como su primer proyecto para SNES. No tenía experiencia con el hardware de SNES y Wise le ayudó a aprender mientras trabajaban juntos. Novakovic intentó dar sentido a las fases y se inspiró en compositores de cine como Alan Silvestri y Klaus Doldinger. El tema de Funky Kong estuvo escrito originalmente por Robin Beanland. Según Beanland, estaba pensado para un vídeo de progreso interno sobre otro título de Rare, Killer Instinct (1994), antes de que Nintendo decidiera utilizarlo en un tráiler promocional de Donkey Kong Country. Beanland dijo que a Tim Stamper le gustó y quiso incluirla, así que Wise lo adaptó.

## Lanzamiento

### Mercadotecnia
Lincoln presentó Donkey Kong Country en el Consumer Electronics Show de Chicago, que tuvo lugar del 23 al 25 de junio de 1994. La presentación fue el broche final de la conferencia de Nintendo y no reveló que era un juego de SNES hasta el final, engaño al público haciéndole creer que era para la próxima Nintendo 64. Gregg Mayles recuerda que se quedaron atónito en silencio antes de estallar en aplausos.
Como uno de los videojuegos estrella de la promoción Play It Loud!, estuvo respaldado por una campaña de mercadotecnia excepcionalmente grande: una «guerra relámpago de marketing», en palabras de Hardcore Gaming 101. Según Los Angeles Times, Nintendo gastó dieciséis millones de dólares sólo en la comercialización en Estados Unidos; en aquella época, los grandes títulos solían tener un presupuesto medio de cinco millones de dólares. Los materiales publicitarios hacían hincapié en los revolucionarios gráficos, —y señalaban que las estaciones de trabajo SGI de Rare se habían utilizado para crear los dinosaurios de la película Parque Jurásico (1993)— y situó a Donkey Kong Country como competidor directo de las plataformas  Sega CD y 32X de Sega para recordarles a los jugadores que estas no representaban el hardware de la próxima generación.
Nintendo envió una cinta VHS promocional, Donkey Kong Country: Exposed, a los suscriptores de la revista Nintendo Power. Presentado por el cómico Josh Wolf, ofrece una visión «entre bastidores» de Treehouse, la división de Nintendo of America donde se prueban los juegos. Nintendo World Report escribió era «probablemente la primera vez que la mayoría de la gente de fuera de Nintendo se enteró de la existencia de [Treehouse]» que la promoción permitió a los usuarios verlo por sí mismos en casa, en lugar de tener que enterarse de segunda mano por una revista. También incluye consejos y entrevistas con localizadores, probadores y Tim Stamper.
En octubre de 1994, Nintendo of America llevó a cabo una campaña promocional en línea a través del servicio de Internet CompuServe. Incluía muestras de vídeo descargables, un concurso de trivialidades en el que participaron 800 personas y una conferencia de chat en línea de una hora de duración a la que asistieron ochenta personas y en la que Lincoln, Arakawa y el vicepresidente de mercadotecnia  Peter Main respondieron a preguntas. La propaganda de Nintendo en CompuServe había sido uno de los primeros casos en que una gran empresa utilizó Internet para promocionar sus productos. La empresa regaló camisetas de Donkey Kong como bonificación por reserva, y se asoció con Kellogg's para una campaña promocional en la que los envases de los cereales para el desayuno mostraban imágenes y anunciaban un sorteo. Duró de noviembre de 1994 a abril de 1995. Fleetway Publications publicó un cómic promocional en el Reino Unido en 1995.
En noviembre de 1994 se editó un CD con la banda sonora, DK Jamz, a través de medios de comunicación y minoristas, con un lanzamiento independiente en 1995. Es uno de los primeros álbumes de 
pista de audio publicados en Estados Unidos. A través de Blockbuster Video se comercializó una versión promocional de Donkey Kong Country orientada a la competición. Entre sus cambios se incluyen un límite de tiempo para los niveles jugables y un sistema de puntuación, que se había utilizado en las competiciones Nintendo PowerFest '94 y Blockbuster World Video Game Championships II. Posteriormente se distribuyó en cantidades limitadas a través de Nintendo Power. La versión de concurso es el título de SNES con licencia más raro; sólo se conocen 2 500 cartuchos.

### Contexto

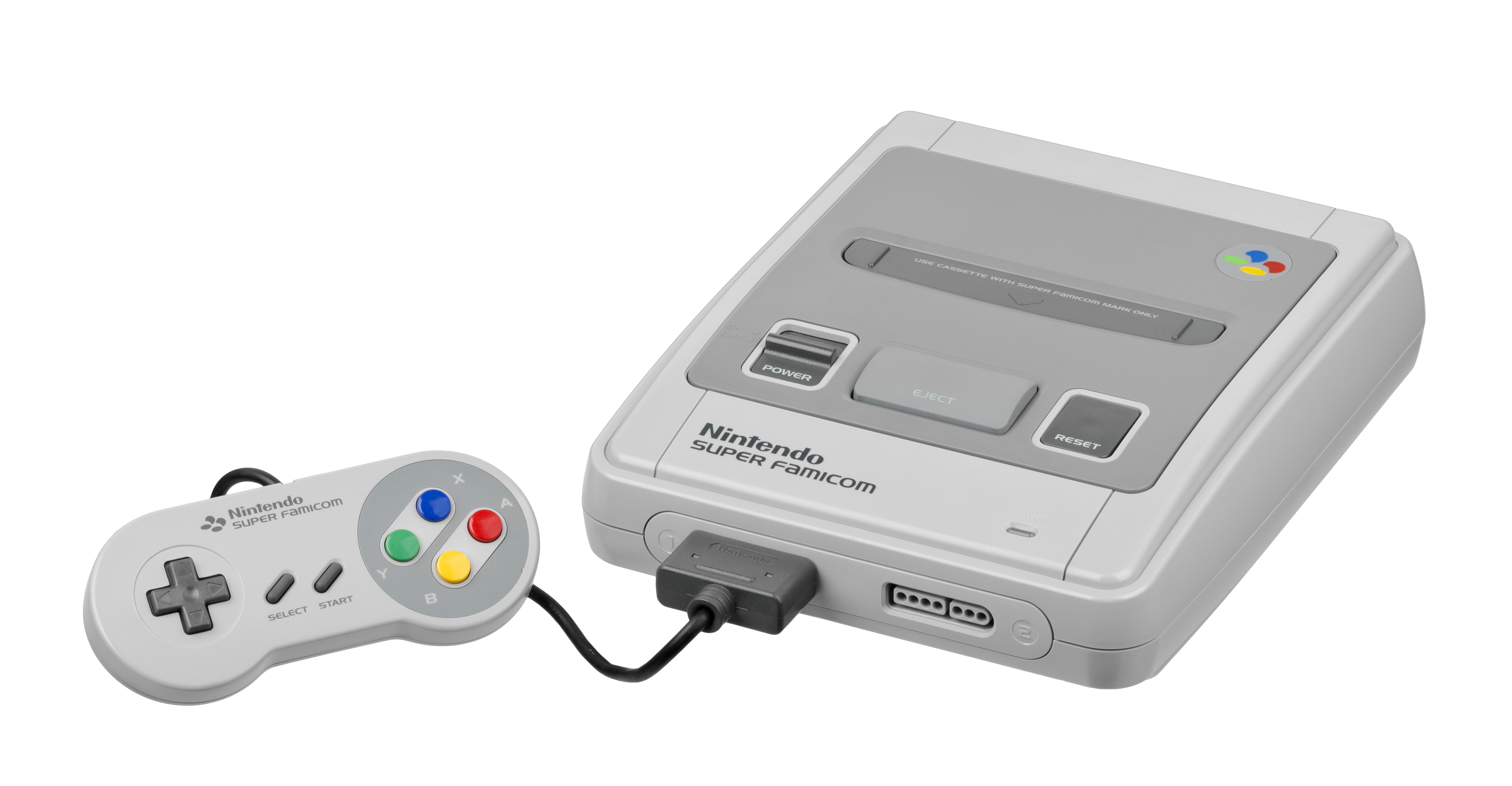
Donkey Kong Country se estrenó para Super Nintendo Entertainment System (en la imagen) cuando empezaba a enfrentarse a la competencia del hardware de nueva generación.

En octubre de 1994, Nintendo seguía en dura competencia con Sega y su popular franquicia Sonic the Hedgehog. Donkey Kong Country salió a la venta un mes después que Sonic & Knuckles para Mega Drive. Los Angeles Times describió la coincidencia de los estrenos como una batalla: ambos presentaban mascotas de la compañía, contaban con presupuestos de mercadotecnia «dignos de Hollywood» y anunciaban avances tecnológicos revolucionarios (tecnología «Lock-On» para Sonic & Knuckles y gráficos renderizados en 3D en Donkey Kong Country).
El juego era muy esperado. Hardcore Gaming 101 escribió: «Estaba por todas partes. No podías escapar de él. Aparecía en la portada de todas las revistas. Estaba en gigantescos e imponentes expositores y marquesinas de Walmart y Babbages... Para los chavales de la época, el 20 de noviembre parecía la víspera de una revolución». La cinta VHS Exposed contribuyó significativamente a las altas expectativas. Se esperaba que recaudara al menos 140 millones de dólares en Estados Unidos si se cumplían las previsiones de ventas. Nintendo anticipó que vendería dos millones de copias en un mes, una expectativa que Main reconoció que no tenía precedentes pero que estaba «basada en las reacciones fuera de serie que hemos recibido de jugadores y minoristas».
USGamer señaló que la compañía, en el momento del lanzamiento, tenía dificultades para mantener la rentabilidad de SNES. La  quinta generación de consolas de videojuegos estaba en el horizonte, y las proezas de 32 bits de la PlayStation de Sony y la Sega Saturn superaban con creces las posibilidades de la consola. La Nintendo 64 no saldría a la venta hasta 1996, por lo que Donkey Kong Country, según USGamer, sirvió de «farol» para hacer creer que la SNES podría resistir frente al hardware de la nueva generación.

### Ventas
Donkey Kong Country se estrenó en todo el mundo en noviembre de 1994, dos semanas antes de lo previsto y en torno a la temporada de compras del Black Friday. Salió a la venta en el Reino Unido el 18 de noviembre, en Norteamérica el 21 de noviembre, en Europa el 24 de noviembre y en Japón el 26 de noviembre. En Japón, ha sido publicado bajo el título Super Donkey Kong. Batió el récord del videojuego que más rápido se vendió en su momento: más de 500 000 ejemplares, y las ventas alcanzaron el millón de copias sólo en EE. UU. en dos semanas. En su segundo finde en el país norteamericano, recaudó quince millones de dólares, súpero a ambos la película —The Santa Clause, 11,5 millones de dólares— y al álbum —Miracles: The Holiday Album, 5,2 millones de dólares— con mayor éxito comercial. En el Reino Unido, ha sido la entrega de SNES más comprado en noviembre de 1994. Donkey Kong Country vendió seis millones de copias en todo el mundo en su primera temporada navideña, recaudado 400 millones de dólares en ventas en todo el mundo. Las transacciones alcanzaron los 9,3 millones de copias. Según las cifras de ventas disponibles, es el tercer videojuego más vendido de SNES y el superventas de la franquicia.

## Recepción
Donkey Kong Country ha sido aclamado por la crítica y como un cambio de paradigma que sentó nuevas bases para los videojuegos. GameFan y Total! dijeron que cambió las expectativas de los juegos de 16 bits y de plataformas, y Entertainment Weekly escribió que «es a la mayoría de los títulos de 16 bits lo que la mayoría de los mismos son a sus antepasados de Atari. Una vez que lo has jugado, todo lo anterior te parece una tontería». Electronic Gaming Monthly (EGM) lo calificó «uno de los pocas entregas que es tan bueno como se dice», y Total! lo declaró el mejor de 1994. GameFan afirmó que estableció un nuevo estándar de calidad que muchos desarrolladores intentarían imitar.
Los efectos visuales se consideraron el mejor aspecto. Los reseñantes los pensaron un gran logro tecnológico, con un nivel de detalle sin precedentes para una entrega de 16 bits. Según EGM, la calidad gráfica suscitó dudas sobre la finalidad del hardware de 32 y 64 bits. Total! dijo que las animaciones de los personajes superaban las de una película de Disney y aplaudió el desplazamiento de paralaje implementado. Varios analistas dijeron que eran los mejores del hardware disponible, Entertainment Weekly escribió que eran comparables a pinturas mate. También se alabó la banda sonora y el audio. Total! dijo que la música creaba ambiente, Top Secret escribió que la «cautivadora» banda sonora se afirmaba como una obra maestra por derecho propio, EGM y Entertainment Weekly dijeron que la calidad de audio no tenía precedentes para la SNES y estaba a la par con la de un CD.
Los revisores alabaron el sistema por su variedad y profundidad; Entertainment Weekly apreció que no se basara en el diseño de la entrega arcade original. Total! lo describió como un título adictivo, accesible y emocionante, con humor, imaginación, puzles y secretos, que demostraba que aún había potencial en el género de los videojuegos de plataformas. EGM y GameFan escribieron que era largo y ofrecía mucha técnica, y GamePro elogió el valor de repetición que aportaba la búsqueda de fases de bonificación. EGM y GamePro consideraron que buscarlas era todo un reto, aunque GamePro dijo que era fácil «pasarse el juego» sin ellas y reprochó los combates contra jefes por simplistas.
Los críticos compararon con frecuencia Donkey Kong Country con la serie Super Mario, en particular Super Mario World (1990). Algunos lo consideraban una mejora de la fórmula. GameFan dijo que sería un digno sucesor de Super Mario World incluso sin los gráficos y Total! escribieron que tomaba los mejores elementos de Mario, aumentaba la velocidad y los presentaba mejor. Next Generation consideraba que la mecánica, aunque buena, no alcanzaba el nivel de anteriores entregas de SNES, como las series de Mario y Legend of Zelda, e impedía que fuera un «típico éxito de taquilla de Nintendo». CVG escribió que Donkey Kong Country era el único título de la consola que lo igualaba, pero que sería un videojuego de plataformas convencional sin sus gráficos. Advertía de que los usuarios experimentados podrían encontrar poco original, diseñado para un público amplio.

### Galardones
Donkey Kong Country recibió numerosos premios al juego del año. En el EGM's Best and Worst of 1994, ganó al mejor videojuego del año, al mejor de SNES y a la mejor animación; Donkey Kong y Diddy Kong obtuvieron el galardón al mejor dúo. También recibió los premios VideoGames & Computer Entertainment al mejor título del año, mejor entrega para SNES, mejor de acción y mejores gráficos. Donkey Kong Country era la única entrega incluida en la lista Time de los mejores productos de 1994, ocupando el segundo lugar por detrás del Chrysler Neon, y se convirtió en el primero en ganar el Kids Choice Award al videojuego favorito en los Kids Choice Awards de 1995.

## Post-lanzamiento
En abril de 1995, tras el éxito de Donkey Kong Country, Nintendo adquirió una participación minoritaria del 25 % en Rare, que aumentó al 49 % con el tiempo. Había sido el primer estudio no japonés en entablar una relación de este tipo con la compañía, lo que le convirtió en desarrollador secundario; Nintendo publicó los siguientes juegos y les permitió ampliar su plantilla de 84 a más de 250 trabajadores y trasladarse de la granja a un avanzado centro de creación en otro lugar de Twycross. Era uno de los primeros programadores en recibir kit de desarrollo de software para Nintendo 64 y decidió empezar a dedicar más tiempo a producir más videojuegos. La asociación produjo aclamados títulos para la consola como GoldenEye 007 (1997), Banjo-Kazooie (1998), Perfect Dark (2000) y Conker's Bad Fur Day (2001).
Una propuesta de adaptación de Donkey Kong Country a Game Boy se convirtió en una entrega independiente, Donkey Kong Land (1995), después de que el programador Paul Machacek convenciera a la empresa de que sería un mejor uso de los recursos y ampliaría el público potencial. Rare comenzó a realizar conceptos para una secuela durante la producción, y Nintendo dio luz verde al proyecto inmediatamente después del éxito. Donkey Kong Country 2: Diddy's Kong Quest, lanzado en 1995, presenta a Diddy rescatando a un Donkey Kong secuestrado por K. Rool e introduce a su novia, Dixie Kong. Diddy's Kong Quest estuvo diseñado para ser menos lineal y más desafiante, con un tema que refleja la fascinación de Gregg Mayles por los piratas. Al igual que su predecesor, ha sido un gran éxito comercial y de crítica.
Otros equipos utilizaron la tecnología de Donkey Kong Country en el videojuego de lucha Killer Instinct y en Donkey Kong Land, Donkey Kong Land 2 (1996) y Donkey Kong Land III (1997), que intentaban reproducir el aspecto visual y la mecánica en la consola portátil Game Boy. Tras Diddy's Kong Quest, el personal se dividió en dos: una mitad empezó a laborar en Project Dream, un juego de rol que utilizaba la tecnología de Donkey Kong Country, y el otro en Donkey Kong Country 3: Dixie Kong's Double Trouble! (1996). Tras Dixie Kong's Double Trouble!, se estrenó Donkey Kong 64 (1999), la primera entrega de la franquicia en 3D. En 2002, Rare fue adquirida por Microsoft, competidor de Nintendo, y los derechos de Donkey Kong devolvieron a la empresa.

### Reediciones
En 2000, Rare desarrolló un port de Donkey Kong Country para la consola portátil Game Boy Color (GBC). Se estrenó en Norteamérica el 4 de noviembre de 2000, en Europa el 17 de noviembre y en Japón el 21 de enero de 2001. Se produjo junto con la versión GBC de Perfect Dark y muchos recursos, incluidos gráficos y audio, se reutilizaron de los juegos de Donkey Kong Land. Aparte de las mejoras gráficas y de sonido debidas al hardware de 8 bits, es prácticamente idéntica a la original. Se rediseñó un nivel y se añadió otro. También añade modos extra, incluidos dos minijuegos que complementan la misión principal y admiten multijugador a través del Game Link Cable, así como compatibilidad con Game Boy Printer. Estuvo finalista de los trofeos anuales de GameSpot al mejor título para Game Boy Color y al mejor de plataformas, y durante la 4.ª edición de los premios anuales Interactive Achievement Awards, la Academia de las Artes y las Ciencias Interactivas la nominó para el galardón «Familia de consolas». Vendió 2,19 millones de copias en todo el mundo.
A pesar de su adquisición por Microsoft, Rare siguió produciendo videojuegos para la Game Boy Advance (GBA), ya que esa empresa no tenía una videoconsola portátil para hacer la competencia. Portó Donkey Kong Country como parte de la línea de reediciones de SNES para GBA. Se publicó en Australia el 4 de junio de 2003, en Europa el 6 de junio, en Norteamérica el 9 de junio y en Japón el 12 de diciembre. Añade una nueva escena introductoria animada, interfaces de usuario y mapas del mundo rediseñados, la posibilidad de guardar los progresos en cualquier lugar, minijuegos y un modo contrarreloj. Presenta gráficos y sonido degradados, la primera debido a la falta de pantalla retroiluminada. Vendió 1,82 millones de copias, incluyó 960 000 en EE. UU. hasta agosto de 2006. Entre enero de 2000 y agosto de 2006, fue el decimonoveno más vendido para una consola portátil de Nintendo en Estados Unidos.
La versión SNES se ha reeditado digitalmente para consolas Nintendo posteriores a través del servicio consola virtual. Salió para la de Wii en Japón y Europa en diciembre de 2006, y en Norteamérica en febrero de 2007. En septiembre de 2012, se eliminó por razones desconocidas, aunque Jason Schreier de Kotaku sugirió que podría haber estado relacionado con problemas de licencias. Donkey Kong Country regresó a la consola virtual de Wii U en febrero de 2015 y se añadió a la de New Nintendo 3DS en marzo de 2016. Se lo incluyó en la Super NES Classic Edition, una consola dedicada que puso a la venta en septiembre de 2017, y se publicó en Nintendo Switch para los suscriptores de Nintendo Switch Online en julio de 2020.

## Legado
El atractivo visual de Donkey Kong Country ayudó a la SNES a mantener su popularidad en un periodo de incertidumbre para los juegos en cartucho. En aquella época, los consumidores no estaban familiarizados con los gráficos en 3D. Según Official Nintendo Magazine, al llevar las imágenes de última generación sólo doce días antes del estreno japonés de la PlayStation, convenció a los consumidores de que no era necesaria una actualización inmediata. IGN escribió que «salvó a la SNES» y revitalizó las ventas al recuperar a los aficionados que habían abandonado la consola. También contribuyó a que Nintendo se adelantara a Sega y ganara la guerra de consolas de los años noventa. Mientras seguía lanzando juegos AAA como Donkey Kong Country, Sega había alienado al público con complementos como la Sega CD y 32X, y su posterior consola, Saturn, fracasó.
La serie Donkey Kong Country restableció a Donkey Kong como una de las franquicias más populares y rentables de Nintendo. La entrega anunció la transición del personaje de villano a héroe; el rediseño de Rare se convirtió en su apariencia estándar, y a su formato le siguieron secuelas. También inspiró una serie de animación que duró cuarenta episodios de 1997 a 2000, y Diddy Kong protagonizaron un spin-off del videojuego de carreras de Nintendo 64, Diddy Kong Racing (1997). Después de Dixie Kong's Double Trouble!, la serie Country entró en una pausa hasta que Donkey Kong Country Returns, desarrollado por Retro Studios, para Wii en el 16.º aniversario de la franquicia en 2010. La secuela, Donkey Kong Country: Tropical Freeze, se publicó para Wii U en 2014. Wise, que dejó Rare en 2009, volvió para componer la partitura de Tropical Freeze.

### Evaluaciones retrospectivas
En su análisis de la reedición para la Consola Virtual, Nintendo Life opinó que los efectos visuales seguían estar entre los mejores de SNES, y Jeuxvideo.com dijeron que habían ofrecido una nueva profundidad de realismo. IGN y AllGame afirmaron que seguían siendo impresionantes —aunque IGN pensaba que ya no eran un atractivo tan significativo—, mientras que GameSpot opinaba que los gráficos rivalizaban con los de las consolas de 32 bits. Por el contrario, USGamer dijo que, aunque técnicamente impresionantes, no envejecían bien, con «fondos delgados como el papel». Hardcore Gaming 101 se mostró de acuerdo, afirmó que parecían de plástico, no se sostenían bien una vez pasada la novedad del pre-renderizado y eran claramente experimentales, aunque su detalle fuera admirable. La crítica alabó la versión de GBC por intentar conservar los efectos visuales a pesar de las limitaciones del hardware, pero reprocharon las degradaciones de la versión para GBA, que IGN consideró perjudicial para la experiencia.

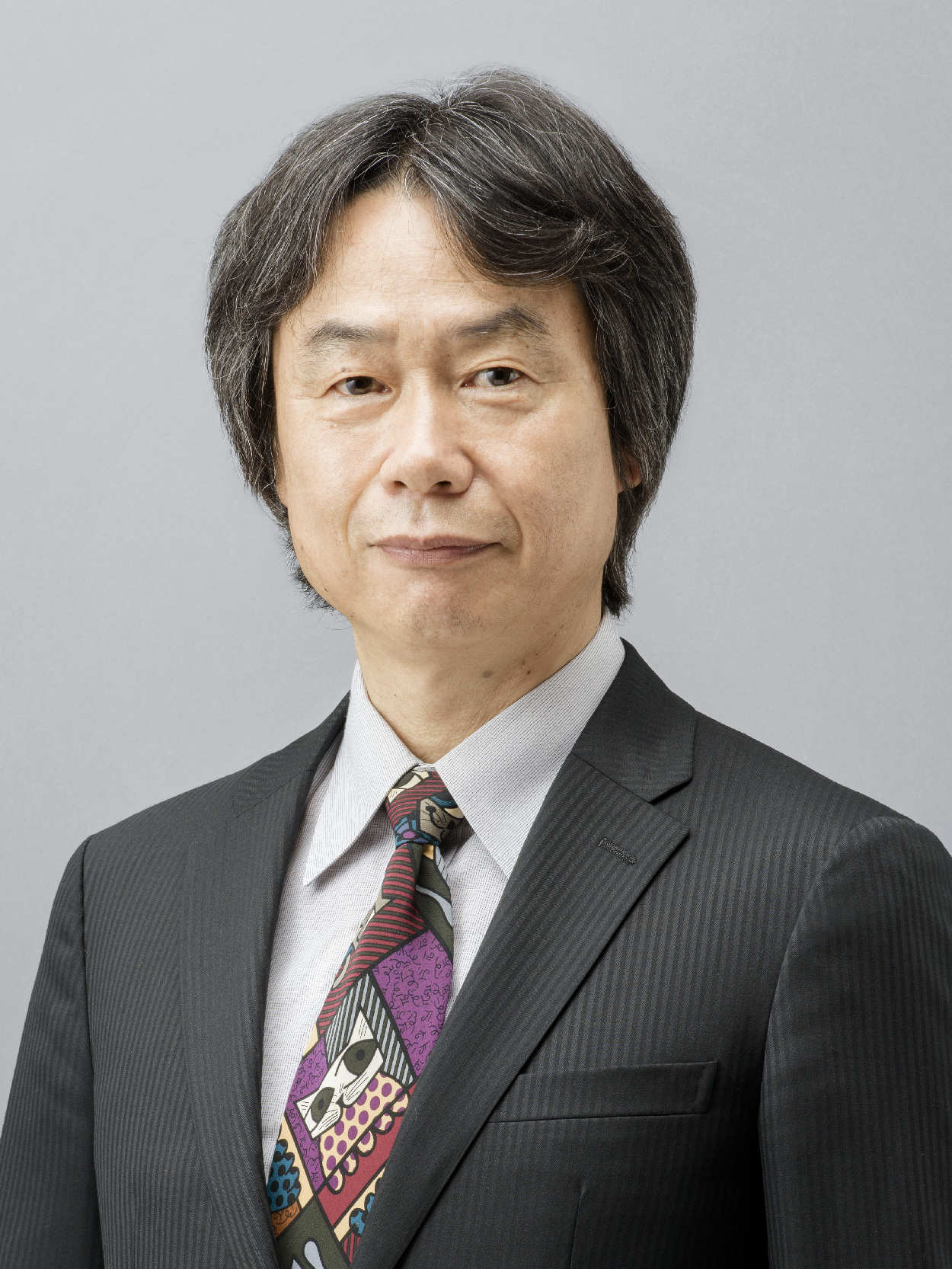
Se extendieron rumores apócrifos de que al creador de Donkey Kong, Shigeru Miyamoto, (fotografiado en 2015) no le gustaba Donkey Kong Country.

Donkey Kong Country causó división en los años siguientes a su estreno. Eurogamer escribió que se hizo popular que no gustara a principios de la década de 2000, y a menudo se lo ha calificado como uno de los videojuegos más sobrevalorados. Por ejemplo, Vice escribió que no merecía ser considerado un clásico y, junto a GameSpy, calificó su mecánica de poco destacable y carente de profundidad. Según IGN, los revisores lo acusaron de «sacrificar el sistema en aras de una captación de atención a corto plazo y unas ventas impulsivas rápidas», que USGamer atribuyó a la «ligereza de sus efectos visuales y a la relativa mundanidad de su diseño». Escribió que era criticado a menudo como un ejemplo de estilo por encima de la sustancia, con una posiblemente inferior a la de títulos de lanzamiento de SNES como Super Mario World y Super Castlevania IV. GameSpy se quejaba de que eclipsaba a juegos como Yoshi's Island, que consideraba superior.
Está considerado uno de los mejores videojuegos de todos los tiempos. USGamer escribió que las opiniones eran injustas porque «destila artesanía ... Rare se esforzó mucho por crear un mundo coherente y sin fisuras que consiguiera transmitir una inmersión de trampantojo» algo que pocos programadores podrían replicar. Aunque las reseñas retrospectivas reprocharon los combates contra jefes, elogiaron el ritmo, la variedad y la rejugabilidad. Según Polygon, aunque algunos aspectos no habían envejecido bien, seguía estar entre las mejores entregas de Donkey Kong y merecía elogios por resucitar la franquicia. Su banda sonora está considerada una de las mejores, alabada por su ambiente y diversidad. Hardcore Gaming 101 dijo que era el único elemento que sin duda había envejecido bien y contenía algunas de las músicas más memorables de la era de los 16 bits.
En los años que siguieron, corrió el rumor de que a Miyamoto no le gustaba el título y que lo consideraba poco profesional, y había creado el estilo artístico dibujado a mano de Yoshi's Island en represalia por sus imágenes pre-renderizadas. El autor Steven L. Kent  afirmó que dijo que «Donkey Kong Country demuestra que los jugadores soportarán una mecánica mediocre si el arte es bueno» en una entrevista de Electronic Games en 1995. Kent dijo que el departamento de mercadotecnia de Nintendo había rechazado Yoshi's Island porque carecía de los gráficos pre-renderizados del juego, y que posiblemente esto había motivado el comentario. Miyamoto lo negó en 2010, señaló que «estaba muy involucrado» y que había mantenido correspondencia regular con Stamper hasta el final del desarrollo. En 2014, USGamer describió las afirmaciones de Kent como «aparentemente apócrifas», y en 2019, el historiador de videojuegos Frank Cifaldi dijo que la edición de Electronic Games con la entrevista a Miyamoto no contenía la supuesta cita.

### Influencia
Donkey Kong Country ejerció una «influencia revolucionaria», según GameSpot. Kotaku dijo que sus gráficos sin precedentes representaban el futuro y Nintendo World Report escribió que establecía estándares sobre el aspecto y la mecánica de los videojuegos de plataforma. Sega encargó a Blue Sky Software el desarrollo del título para Mega Drive Vectorman (1995) en respuesta a su popularidad. Muchos imitaron el aspecto visual; IGN identificó las entregas de Saturn Clockwork Knight (1994) y Bug! (1995) como ejemplos. USGamer escribió que pocos lograron alcanzaban la misma calidad y que los juegos en 2.5D, como Pandemonium! (1996) de Crystal Dynamics, dejaban al descubierto la «ilusión sobre la que se construyó [Donkey Kong Country]». Según Kotaku, era un acontecimiento que no pudo repetirse en los tiempos modernos debido al crecimiento de la industria.
Los fundadores de Naughty Dog, Andy Gavin y Jason Rubin, lo citaron como la principal influencia de su exitoso Crash Bandicoot (1996). Los primeros niveles funcionales de Crash se basaban en técnicas empleadas por Donkey Kong Country, como los conductos de vapor, las plataformas abatibles, las almohadillas de rebote, las tuberías calefactadas y los enemigos que se mueven de un lado a otro. Las imágenes prerrenderizados inspiraron otros, como Kirby Super Star (1996) y Sonic 3D: Flickies' Island (1996), y los críticos han identificado referencias o influencias como la versión para Sega CD de Earthworm Jim (1995), Sonic Blast (1996), Rayman Origins (2011), Mekazoo (2016), y Kaze and the Wild Masks (2021). La Australian Broadcasting Corporation  atribuyó el mantenimiento de la popularidad de las títulos en 2D y la realización de nuevas entregas de las series Mario, Kirby y Yoshi.
La banda sonora también fue influyente y Wise desarrolló un culto por su trabajo. Según IGN, ha contribuido a que se aprecie más la música de videojuegos como forma de arte. Aparecen reordenaciones en Donkey Kong 64, Donkey Kong Country Returns y Donkey Kong Country: Tropical Freeze, y en juegos cruzados como la serie de lucha Super Smash Bros. Sus temas se remezclan a menudo, y contribuyó a un álbum OverClocked ReMix en 2004. «Aquatic Ambience» ha sido especialmente influyente. Se ha descrito como «el "Eleanor Rigby" de la música de videojuegos», elogiado por artistas como Trent Reznor y Donald Glover, y The A.V. Club escribió que engendró un «culto menor» dedicado a las remezclas. Glover la sampleó en su canción de 2012 «Eat Your Vegetables», a la que Wise expresó su aprobación. En 2019, el compositor Sam Miller reconstruyó la banda sonora tras localizar las muestras originales.
Donkey Kong Country convirtió a Rare en uno de los principales desarrolladores y marcar la pauta de su trabajo.  En ella se originaron las convenciones características de la producción posterior de la empresa, incluido el énfasis en el coleccionismo de objetos, humor irreverente, atractivo visual y un diseño similar al de las demostraciones tecnológicas. La asociación entre Nintendo y Rare continuó hasta Star Fox Adventures (2002) para la GameCube, tras lo cual es adquirida por Microsoft. El título de 2019 Yooka-Laylee and the Impossible Lair —producido por Playtonic Games, cuyo personal incluye exalumnos de Rare que laboraron en Donkey Kong Country— destacó por sus similitudes de mecánica con este, aunque Gavin Price, responsable de Playtonic, se negó a calificarlo de sucesor espiritual. Nintendo Life también identificó similitudes entre Donkey Kong Country y Kroko Bongo: Tap to the Beat! (2017), un videojuego de plataformas producido por el estudio de juegos para móviles FortuneFish de los Stampers.

## Obras citadas
- «1995: The calm before the storm? / April». Next Generation (en inglés) (Brisbane: Imagine Media) (13): 45. Enero de 1996. ISSN 1078-9693.
- 2021CESAゲーム白書 (2021 CESA Games White Papers) (en inglés). Tokio: Computer Entertainment Supplier's Association. 2021. ISBN 978-4-902346-43-5.
- Atko; Andy (Diciembre de 1994). «Donkey Kong Country». Total! (en inglés) (Bath: Future Publishing) (36): 36-39. ISSN 0964-9352.
- «A year of firsts for vid-game market: From Doom II to Hollywood Titles, it's a serious biz». Billboard (en inglés) (Nielsen Holdings) 107 (1): 77. 7 de enero de 1995. ISSN 0006-2510.
- Castle, Matthew (Marzo de 2014). «Rewind: Donkey Kong Country». Official Nintendo Magazine (en inglés) (Bath: Future plc) (105): 100-101. ISSN 1750-9998.
- «CES: The best of the show». GamePro (en inglés) (Oakland: IDG Communications) 6 (9): 36-40. Septiembre de 1994. ISSN 1042-8658.
- «Chart attack with HMV». Computer and Video Games (en inglés) (Peterborough: St Ives) (158): 115. Enero de 1995. ISSN 0261-3697.
- «Cover story: Sonic 3D». Mean Machines Sega (en inglés) (Londres: EMAP) (45): 22-25. Julio de 1996. ISSN 0967-9014.
- «Donkey Kong Country». Computer and Video Games (en inglés) (Peterborough: St Ives) (157): 52-54. Diciembre de 1994. ISSN 0261-3697.
- Donkey Kong Country (en inglés). Redmond: Nintendo of America. Noviembre de 1994. Archivado desde el original el 25 de diciembre de 2020. Consultado el 19 de junio de 2022.
- «EGM's best and worst of 1994». Electronic Gaming Monthly 1995 Buyer's Guide (en inglés) (Lombard: Sendai Publishing Group): 12-24. 1994. ISSN 1058-918X.
- The Feature Creature (Enero de 1996). «Up in the Treehouse». GamePro (en inglés) (Oakland: IDG Communications) (88): 40-42. ISSN 1042-8658.
- Gillen, Marilyn A. (9 de julio de 1994). «Sega, Nintendo bring big plans to CES». Billboard (en inglés) 106 (28): 70. ISSN 0006-2510.
- «Going bananas over Donkey Kong as it's launched worldwide». Electronic Gaming Monthly (en inglés) (Lombard: Sendai Publications) (66): 66. Enero de 1995. ISSN 1058-918X.
- Hunt, Stuart (Diciembre de 2010). «A Rare glimpse». Retro Gamer (en inglés) (Bournemouth: Imagine Publishing) (84): 28-43. ISSN 1742-3155.
- Kopalny, A (Julio de 1995). «Donkey Kong Country». Top Secret (en polaco) (Varsovia: Wydawnictwo Bajtek) (40): 58. ISSN 0867-8480.
- «The making of Banjo-Kazooie». Retro Gamer (en inglés) (Bournemouth: Imagine Publishing) (36): 18-25. Marzo de 2007. Archivado desde el original el 6 de septiembre de 2023.
- McDonnell, Chet (Enero de 1995). «Aping Mario?». Next Generation (en inglés) (Brisbane: Imagine Media) (1): 102. ISSN 1078-9693.
- Milne, Rory (14 de mayo de 2018). «The making of: Donkey Kong Country 2». Retro Gamer (en inglés) (Bournemouth: Future plc) (181): 64-67. ISSN 1742-3155. Archivado desde el original el 28 de febrero de 2023.
- Milne, Rory (1 de septiembre de 2022). «The evolution of Donkey Kong Country». Retro Gamer (en inglés) (Bournemouth: Future plc) (237): 18-27. ISSN 1742-3155. Archivado desde el original el 28 de febrero de 2023. (requiere suscripción).
- Nintendo of America (12 de diciembre de 1994). «Sales of Nintendo's Donkey Kong Country surpass top grossing holiday movie and music CD; Smash hit becomes fastest selling video game in history» (en inglés). San Francisco. Business Wire. p. 12120032.
- Nintendo of America (3 de enero de 1995). «Donkey Kong Country is the number one video game in the world; Six million cartridges sold in first six weeks» (en inglés). San Francisco. Business Wire. p. 01030008.
- «Now playing». Nintendo Power (en inglés) (Redmond: Nintendo of America) (66): 102-107. Noviembre de 1994. ISSN 1041-9551.
- Palumbo, Paul; Kalb, John (Junio de 1996). Interactive Publishers Handbook (en inglés). San Francisco: Carronade Group. p. 92. ISBN 978-1-885452-07-8.
- «ProNews». GamePro (en inglés) (Oakland: IDG Communications) 7 (3): 154-156. Marzo de 1995. ISSN 1042-8658.
- Scary Larry (Diciembre de 1994). «Nintendo went ape». GamePro (en inglés) (Needham: International Data Group) 6 (12): 51-53. ISSN 1042-8658.
- Semrad, Ed; Carpenter, Danyon; Manuel, Al; Sushi-X (Noviembre de 1994). «Review crew: Game of the month». Electronic Gaming Monthly (en inglés) (Lombard: Sendai Publications) 7 (11): 34. ISSN 1058-918X.
- Storm, E. (Noviembre de 1994). «Donkey Kong Country». GameFan (en inglés) (Agoura Hills: DieHard Gamers Club) 2 (11): 76-81. ISSN 1092-7212.
- «Ultra hype for the Ultra 64». GamePro (en inglés) (Oakland: IDG Communications) (79): 12. Febrero de 1996. ISSN 1042-8658.
- Undercover Lover (Diciembre de 1994). «Gorilla game design». GamePro (en inglés) (Needham: International Data Group) 6 (12): 55-55. ISSN 1042-8658.
- «VideoGames best of '94». Video Games: The Ultimate Gaming Magazine (en inglés) (Beverly Hills: Larry Flynt Publications) 7 (3): 44-46. Marzo de 1995. ISSN 1059-2938.